# District de Yuanbaoshan
Le district de Yuanbaoshan (元宝山区 ; pinyin : Yuánbǎoshān Qū) est une subdivision administrative de la région autonome de Mongolie-Intérieure en Chine. Il est placé sous la juridiction de la ville-préfecture de Chifeng.